# Lôi Sơn Tiểu Quá
Quẻ Lôi Sơn Tiểu Quá, đồ hình::||:: còn gọi là quẻ Tiểu Quá (小過 xiao3 guo4), là quẻ thứ 62 của Kinh Dịch.
- Nội quái là ☶ (::| 艮 gen4) Cấn hay Núi (山).
- Ngoại quái là ☳ (|:: 震 zhen4) Chấn hay Sấm (雷).

Giải nghĩa: Quá dã. Bất túc. Thiểu lý, thiểu não, hèn mọn, nhỏ nhặt, bẩn thỉu, thiếu cường lực. Thượng hạ truân chuyên chi tượng: trên dưới gian nan, vất vả, buồn thảm.